# Tufão Hagupit (2008)
O tufão Hagupit (designação internacional: 0814; designação do JTWC: 18W; designação filipina: Tufão Nina) foi um intenso ciclone tropical que atingiu a costa da província chinesa de Guangdong com ventos de até 220 km/h, segundo o Joint Typhoon Warning Center (JTWC), em meados de setembro de 2008. Hagupit formou-se de uma área de distúrbios meteorológicos em 19 de setembro a centenas de quilômetros a leste das Filipinas e seguiu para oeste e oeste-sudoeste, intensificando-se gradualmente. Ainda naquele dia, o sistema se tornou a tempestade tropical Hagupit. Continuando a se intensificar gradualmente, Hagupit se tornou um tufão em 21 de setembro, assim que começou a seguir para noroeste, passando ao nordeste do arquipélago filipino. A partir de então, Hagupit começou a sofrer rápida intensificação assim que começou a seguir rapidamente para o Mar da China Meridional. O tufão atingiu seu pico de intensidade durante a noite (UTC) de 23 de setembro, pouco antes de atingir a costa da província chinesa de Guangdong, com ventos máximos sustentados de até 230 km/h, segundo o JTWC, ou 165 km/h, segundo a Agência Meteorológica do Japão. Sobre o sul da China, Hagupit enfraqueceu-se, enfraquecendo para uma tempestade tropical em 24 de setembro, e para uma depressão tropical no dia seguinte. O sistema tropical dissipou-se completamente sobre o norte do Vietnã mais tarde naquele dia.
Nas Filipinas, as chuvas torrenciais associadas a Hagupit causaram 8 fatalidades e afetaram mais de 10.000 pessoas. As chuvas associadas ao tufão também causaram uma fatalidade no Taiwan. Mais de 40.000 pessoas tiveram que abandonar as suas residências do sul da China. O país foi diretamente afetado por Hagupit, que causou 17 fatalidades na província de Guangdong e na Região Autônoma de Guangxi. No entanto, o Vietnã foi o país mais afetado por Hagupit; o sistema remanescente causou chuvas torrenciais nas regiões montanhosas do norte do país, causando enxurradas, avalanches de lama e deslizamentos de terra. Cerca de 67 pessoas perderam as suas vidas como consequência dos efeitos de Hagupit no norte do Vietnã.

## História meteorológica

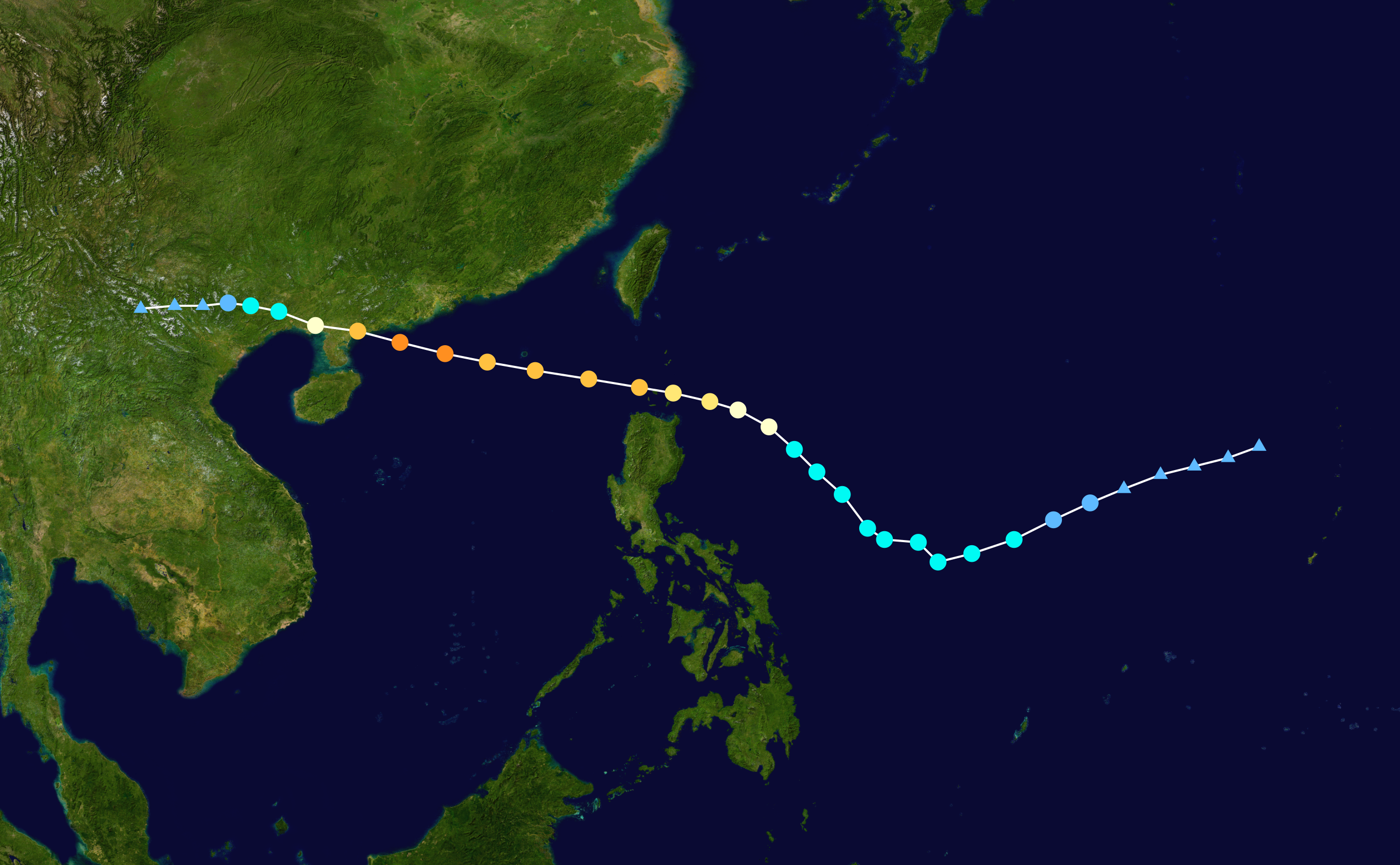
O caminho de Hagupit

Hagupit formou-se a partir de uma área de perturbações meteorológicas que persistia ao nordeste de Guam desde 14 de setembro. No dia seguinte, uma grande e desorganizada área de baixa pressão se formou em associação à área de distúrbios meteorológicos. Mesmo com condições meteorológicas favoráveis, tais como o baixo cisalhamento do vento e as águas quentes, o sistema não foi capaz de se desenvolver rapidamente. Em 16 de setembro, o sistema continuou a mostrar sinais de organização e começou a desenvolver áreas consolidadas de convecção profunda em torno do centro ciclônico de baixos níveis. A formação de áreas de convecção foi auxiliada pela presença de um anticiclone sobre o sistema e pela presença de dois cavados de baixa pressão da alta troposfera. Com isso, a Agência Meteorológica do Japão classificou o sistema para uma fraca depressão tropical durante as primeiras horas (UTC) de 17 de setembro. Durante todo aquele dia, a perturbação tropical continuou a se organizar gradualmente, e durante o final daquela noite, o Joint Typhoon Warning Center (JTWC) emitiu um Alerta de Formação de Ciclone Tropical (AFCT) sobre o sistema, o que significava que a perturbação poderia se tornar um ciclone tropical significativo dentro de 24 horas. A tendência de organização do sistema foi desacelerada pelo ligeiro aumento do cisalhamento do vento em 18 de setembro; no entanto, o sistema prosseguiu a se intensificar lentamente apesar das condições meteorológicas mais hostis. Porém, naquela noite, o sistema já tinha organização suficiente para que o JTWC declarasse o sistema como a depressão tropical 18W.

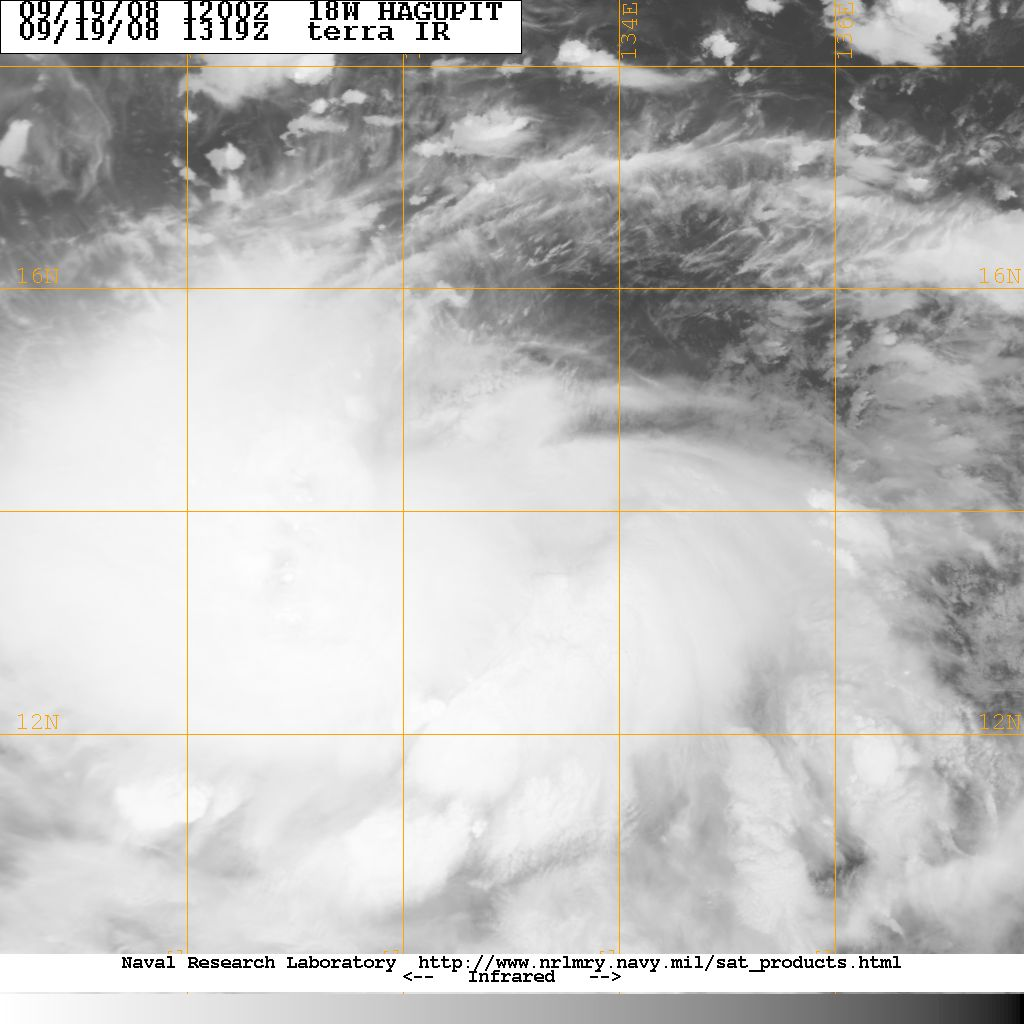
A tempestade tropical Hagupit em 19 de setembro

Mais tarde, durante a meia-noite (UTC) de 19 de setembro, a AMJ também classificou o sistema para uma depressão plena. Horas mais tarde, a Administração de Serviços Atmosféricos, Geofísicos e Astronômicos das Filipinas (PAGASA), a agência filipina responsável pela meteorologia no país, também classificou o sistema para uma depressão tropical e lhe atribuiu o nome Nina. Seguindo rapidamente para oeste-sudoeste e para oeste sob a influência de uma forte alta subtropical, a depressão continuou a se intensificar, e durante aquela manhã (UTC), o JTWC classificou o sistema para uma tempestade tropical; naquele momento, o centro da tempestade encontrava-se a leste das Filipinas. A Agência Meteorológica do Japão (AMJ) também classificou o sistema para uma tempestade tropical, atribuindo-lhe o nome Hagupit, que foi submetido à lista de nomes dos tufões pelas Filipinas, e significa "chicote", "chicotear" em língua tagalog. Hagupit continuou a se intensificar gradualmente durante aquele dia e, durante as primeiras horas (UTC) de 20 de setembro, a JMA classificou o sistema para uma tempestade tropical severa. No entanto, a tendência de intensificação de Hagupit parou em 20 de setembro devido ao cisalhamento do vento moderado e à desorganização do centro ciclônico de baixos níveis. Durante aquele dia, Hagupit manteve uma intensidade com ventos máximos sustentados de 100 km/h, segundo o JTWC. Hagupit voltou a se intensificar durante a madrugada de 21 de setembro, quando a sua circulação ciclônica de baixos níveis começou a ficar mais bem definida. Além disso, a diminuição do cisalhamento do vento e a melhora dos fluxos de saída contribuíram para o desenvolvimento do sistema. Ao mesmo tempo, a tempestade tropical começou a seguir para nordeste, através de uma brecha na alta subtropical que a guiava; a mudança da trajetória do sistema evitou o seu impacto direto com o arquipélago filipino. A tendência gradual de intensificação continuou durante aquele dia, e por volta do meio-dia (UTC), a AMJ classificou Hagupit como um tufão; naquele momento, Hagupit localizava-se a nordeste das Filipinas. Horas depois, o JTWC também fez o mesmo.

A partir de então, Hagupit começou a sofrer rápida intensificação. Fortalecendo-se rapidamente, Hagupit começou a seguir novamente para oeste em 22 de setembro assim que a alta subtropical ao seu norte começou a se intensificar. Além disso, naquele momento, um olho começou a se formar no centro das áreas de convecção profunda associadas ao tufão. No entanto, a partir da tarde de 22 de setembro, a tendência de rápida intensificação foi interrompida pela diminuição dos fluxos de saída; o cavado de médias latitudes, que provia os fluxos de saída setentrionais, seguiu para sudeste, e o próprio cavado cortou os fluxos de saída orientais, que eram providos por um cavado de baixa pressão de alta troposfera. Porém, as condições meteorológicas desfavoráveis não persistiram, e Hagupit voltou a se intensificar gradualmente assim que adentrou o Mar da China Meridional. Seguindo rapidamente para oeste e para oeste-noroeste, o tufão atingiu seu pico de intensidade durante a noite de 23 de setembro, com ventos máximos sustentados de 230 km/h, segundo o JTWC, ou 165 km/h, segundo a AMJ; naquele momento, o centro do tufão estava localizado a poucos quilômetros da costa da província chinesa de Guangdong.

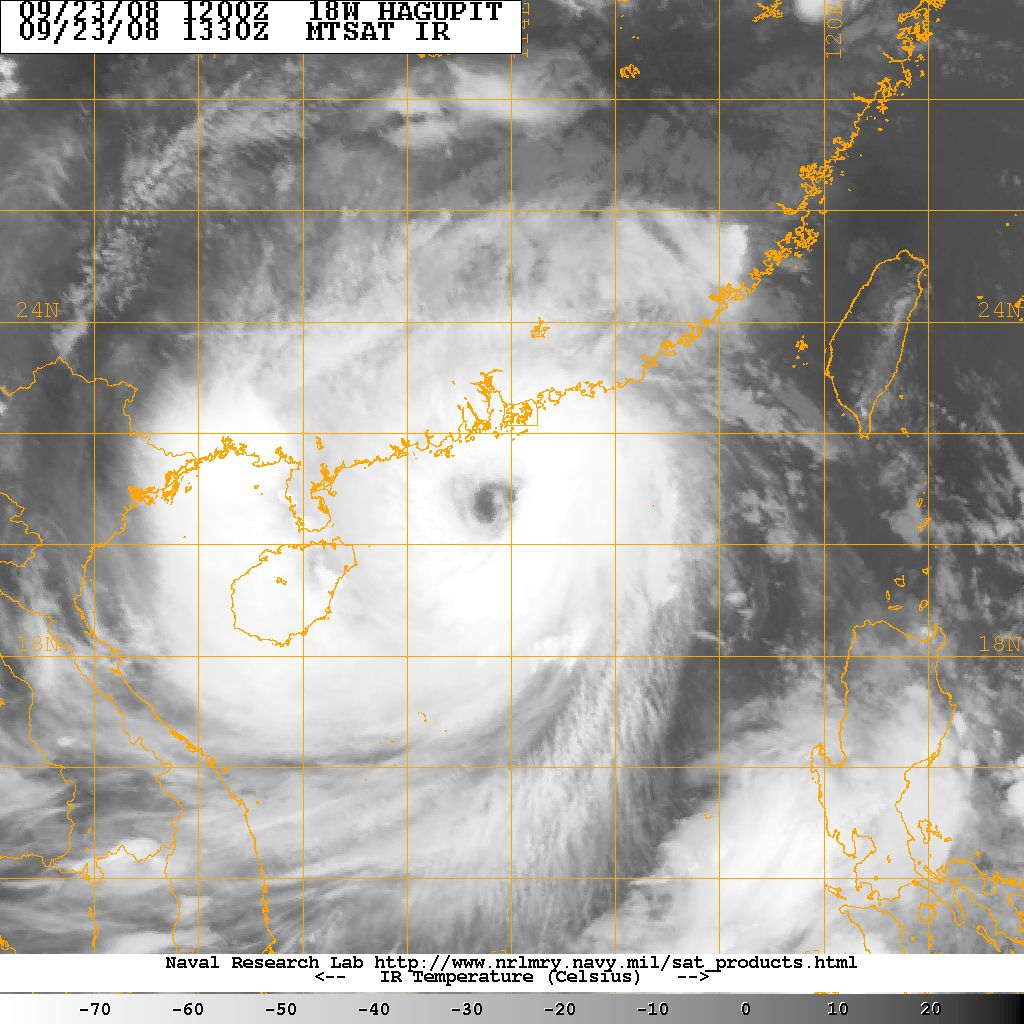
O tufão Hagupit durante seu pico de intensidade, pouco antes de atingir a costa chinesa

Por volta das 20:30 (UTC) de 23 de setembro, Hagupit fez landfall na costa da província chinesa, a cerca de 85 km a sudoeste de Yangjiang, durante o seu pico de intensidade. A partir de então, Hagupit começou a se enfraquecer rapidamente sobre terra. Durante a manhã (UTC) de 24 de setembro, a AMJ desclassificou o sistema para uma tempestade tropical severa, e para uma simples tempestade tropical mais tarde naquele dia. Com a rápida deterioração de Hagupit sobre terra, o JTWC desclassificou o sistema para uma tempestade tropical ainda durante aquele dia e emitiu seu aviso final sobre o sistema. Enfraquecendo rapidamente sobre a Região Autônoma de Guangxi, China, Hagupit se enfraqueceu para uma depressão tropical durante as primeiras horas (UTC) de 25 de setembro, segundo a AMJ. A agência japonesa também emitiu seu aviso final sobre o sistema naquele momento. A área de baixa pressão remanescente de Hagupit continuou a seguir velozmente para oeste-noroeste, dissipando-se completamente mais tarde naquele dia, sobre o norte do Vietnã.

## Preparativos e impactos
Nas Filipinas, as chuvas torrenciais associadas a Hagupit causaram 8 fatalidades e afetaram mais de 10.000 pessoas. As chuvas associadas ao tufão também causaram uma fatalidade no Taiwan. Mais de 40.000 pessoas tiveram que abandonar as suas reidências do sul da China. O país foi diretamente afetado por Hagupit, que causou 17 fatalidades na província de Guangdong e na Região Autônoma de Guangxi. No entanto, o Vietnã foi o país mais afetado por Hagupit; o sistema remanescente causou chuvas torrenciais nas regiões montanhosas do norte do país, causando enxurradas, avalanches de lama e deslizamentos de terra. Cerca de 67 pessoas perderam as suas vidas como consequência dos efeitos de Hagupit no norte do Vietnã.